# Priemring
In de abstracte algebra, meer specifiek de ringtheorie, een deelgebied van de wiskunde, heet een niet-triviale ring {\displaystyle R} een priemring, als voor elke twee elementen {\displaystyle a} en {\displaystyle b} van {\displaystyle R} geldt dat als {\displaystyle a\,r\,b=0} voor alle {\displaystyle r} in {\displaystyle R}, dan is of {\displaystyle a=0} of {\displaystyle b=0}. Priemringen kunnen ook verwijzen naar de delingsringen van een lichaam (Ned) / veld (Be) bepaald door haar karakteristiek. Voor een lichaam/veld met karakteristiek 0, is de priemring de verzameling gehele getallen; voor een lichaam/veld met karakteristiek een priemgetal is de priemring het eindige lichaam/veld van orde {\displaystyle p}.
Onder de eerste definitie kan men priemringen beschouwen als een gelijktijdige generalisatie van zowel integriteitsdomeinen als matrixringen over een lichaam/veld.

## Voorbeelden
- Elke niet-triviale ring zonder nuldelers (domein) is een priemring.
- Elke enkelvoudige ring is een priemring, en meer in het algemeen is elke linker- of rechter primitieve ring is een priemring.
- Elke matrixring over een integriteitsdomein is een priemring. Met name is de ring van geheeltallige {\displaystyle 2\times 2}-matrices een priemring.

## Eigenschappen
- Een commutatieve ring is een priemring dan en slechts dan als deze commutatieve ring ook een Integriteitsdomein is.
- Een ring is dan en slechts dan priem als haar nulideaal {\displaystyle \{0\}} een priemideaal is.
- Een niet-triviale ring is dan en slechts dan priem als de monoïde van zijn idealen geen nuldelers heeft.
- De ring van matrices over een priemring is opnieuw een priemring.

## Voetnoten
1. ↑  Pagina 90 van Algebra van Serge Lang